# Legardaguchi
Legardaguchi es un despoblado que actualmente forma parte del concejo de Lermanda, que está situado en el municipio de Vitoria, en la provincia de Álava, País Vasco (España).

## Toponimia
A lo largo de los siglos ha sido conocido con los nombres de Legardeta y Legartagutia.

## Historia
Documentado desde 1294 (Obispado de Calahorra), hacia 1802 estaba despoblado.